# Mościska (powiat warszawski zachodni)
Mościska – wieś w Polsce, położona w województwie mazowieckim, w powiecie warszawskim zachodnim, w gminie Izabelin. Ma status sołectwa.
W latach 1975–1998 wieś należała administracyjnie do województwa warszawskiego.
Wieś szlachecka położona była w 1580 roku w powiecie warszawskim ziemi warszawskiej województwa mazowieckiego. 
W Mościskach ma siedzibę firma transportowa Mobilis sp.z o.o obsługująca część linii autobusowych w Warszawie, Krakowie. Toruniu i Wrocławiu.
We wsi znajduje się prywatne lądowisko dla śmigłowców.